# Initiative populaire « Pour un revenu de base inconditionnel »
L'initiative populaire  « Pour un revenu de base inconditionnel » est une initiative populaire fédérale suisse, rejetée par le peuple et les cantons le 5 juin 2016.

## Contenu
L'initiative propose d'ajouter un article 110a à la Constitution fédérale qui précise que « la Confédération veille à l’instauration d’un revenu de base inconditionnel », revenu qui doit « permettre à l’ensemble de la population de mener une existence digne et de participer à la vie publique ».
Le texte complet de l'initiative peut être consulté sur le site de la Chancellerie fédérale.

## Déroulement

### Contexte historique
Le débat sur la possibilité d'un revenu minimum garanti remonte aux années 1960, lorsque des modèles d'impôt négatif sur le revenu (Negative Income Tax) ont été introduits aux États-Unis. En Europe, pendant la même période, la notion de garantie du minimum vital est inscrite dans la législation de plusieurs pays. Dans les années 1980, le « Basic Income European Network » (BIEN) est fondé avec pour objectif de promouvoir l'idée d'une allocation universelle ou revenu de base inconditionnel couvrant les besoins fondamentaux des habitants (nourriture, logement, assurance maladie, habillement, usage des transports en commun, participation à la vie sociale, etc.) ; quelques projets-pilote ont été lancés au début de l'année 2016 dans les villes néerlandaises d'Utrecht, de Tilbourg, de Groningue et de Wageningue.
C'est dans ce cadre que l'initiative populaire a été déposée, précédée par plusieurs initiatives et interventions parlementaires (motion no 00.3224 « Revenu minimum vital » déposée en 2000 par la commission spéciale du Conseil national chargée de l'examen du programme de la législature 1999-2003, motion no 09.3053 « Couverture des besoins vitaux » déposée en 2009 par Katharina Prelicz-Huber et initiatives parlementaires no 10.422 « Instauration d'une allocation universelle » déposée en 2010 par Josef Zisyadis et 10.428 « Couverture des besoins vitaux. Pour une garantie constitutionnelle », déposée en 2010 par Katharina Prelicz-Huber) et par une autre initiative populaire intitulée « Pour une allocation universelle financée par des taxes incitatives sur l’énergie », qui échoue au stade de la récolte des signatures.

### Récolte des signatures et dépôt de l'initiative
La récolte des 100 000 signatures débute le 11 avril 2012. L'initiative est déposée le 4 octobre 2013 à la Chancellerie fédérale, qui constate son aboutissement le 7 novembre de la même année.

### Discussions et recommandations des autorités
Le Conseil fédéral et le parlement recommandent tous deux de refuser cette initiative. Le premier, dans son message aux chambres, admet que l'objectif visant à permettre aux habitants du pays de mener une existence digne et de participer à la vie publique « constitue assurément un objectif social légitime » ; il juge cependant « hautement discutable » l'idée selon laquelle cet objectif pourrait être atteint par l'introduction d'un revenu de base inconditionnel.
Le parlement, de son côté, met en avant les risques d'affaiblissement global de l'économie du pays et du système de sécurité sociale, ainsi que l'aggravation possible du manque de main-d'œuvre qualifié. Il relève également que les montants proposés par les initiants (rente mensuelle de 2 500.- francs par adulte et de 625 francs par enfant, soit environ 208 milliards de francs par an) ne pourraient être couverts que par de fortes hausses d'impôts.

### Votation
Soumise à la votation le 5 juin 2016, l'initiative est refusée par la totalité des 26 cantons, et par 76,9 % des suffrages exprimés.

#### Résultats
| Pour                          | Pour | Contre    | Contre | Invalide/ blanc | Total     | Inscrits  | Partici pation | Cantons pour | Cantons pour | Cantons contre | Cantons contre | Résultat |
| Votes                         | %    | Votes     | %      | Invalide/ blanc | Total     | Inscrits  | Partici pation | Entiers      | Demi         | Entiers        | Demi           | Résultat |
| ----------------------------- | ---- | --------- | ------ | --------------- | --------- | --------- | -------------- | ------------ | ------------ | -------------- | -------------- | -------- |
| 568 660                       | 23,1 | 1 897 528 | 76,9   | 28 660          | 2 494 848 | 5 313 442 | 46,95          | 0            | 0            | 20             | 6              | Rejetée  |
| Source: Gouvernement Suisse 1 |      |           |        |                 |           |           |                |              |              |                |                |          |

#### Résultats par cantons
Le tableau ci-dessous détaille les résultats par canton :